# Fermo Ghisoni da Caravaggio
Fermo Ghisoni detto Fermo da Caravaggio (Caravaggio (o forse a Mantova), 1505 – Mantova, 1575) è stato un pittore italiano.

## Biografia
Ghisoni fu allievo di Lorenzo Costa "il Vecchio" e a lungo aiutante di Giulio Romano con il quale lavorò a Mantova (1527) e successivamente a Parma (1540), Venezia (1545)  e Roma (1546). Viene nominato ed elogiato nelle opere di Vasari:
Giorgio Vasari (1568)
Il Ghisoni nacque probabilmente nel 1505, data rilevabile dall'atto testamentario di Giulio Romano a cui il Ghisoni sarà presente come testimone e dove si firmò «Firmo, filio quandam Stephani de Ghisoni». da una famiglia di artisti originari di Caravaggio che si erano spostati alla corte di Mantova. Il Quattrocento e il Cinquecento vide però molti personaggi provenienti da Caravaggio con il cognome Ghisoni e dedicati all'arte della pittura che crearono non poca confusione nell'assegnazione delle diverse opere.
I suoi primi studi li compirà presso Lorenzo Costa il Vecchio per poi passare nel 1527 tra gli allievi di Giulio Romano con il quale avrà molte collaborazioni. Nella pittura di Ghisoni si ritrova lo stile e la continuità del predecessore mantovano Andrea Mantegna, ne sono prova i modelli calcografici da lui riutilizzati (per esempio la "Madonna della Tenerezza"), così come tutti gli artisti di maggior o minor rilievo con i quali ha collaborato nella sua vita. È proprio grazie a Fermo e agli artisti suoi contemporanei e conterranei che il percorso stilistico pittorico, nato dallo studio degli autori classici come Tiziano, Correggio e Leonardo, sfocerà poco più tardi nella teatralità, nella plasticità "naturale" delle figure e nella luminosità dei dipinti di Michelangelo Merisi da Caravaggio che con Fermo condividerà le medesime origini.

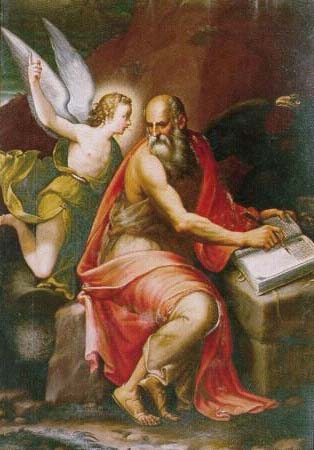
Fermo Ghisoni - San Giovanni Evangelista e un angelo - chiesa di San Giuseppe Calasanzio a Correggio (Italia)

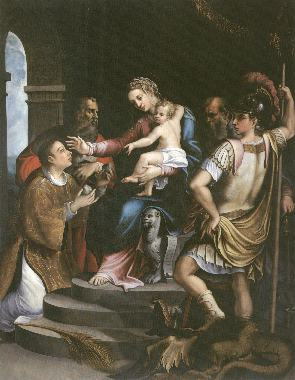
Fermo Ghisoni - Madonna in trono con Santo Stefano e altri Santi Olio tela - Mantova - Museo diocesano di arte sacra F. Gonzaga

Partecipa, con Giulio Romano, alle decorazioni nel Palazzo Te a Mantova delle sale dei Cavalli, di Psiche e dei Giganti  (tra il 1527 e il 1534), quindi agli affreschi della sala di Troia nel Palazzo Ducale della capitale dei Gonzaga.
Nel 1541 è nominato nel contratto stipulato da Giulio Romano coi rettori della Madonna della Steccata a Parma.
Dal 1545 partecipa a una serie di quadri per il Duomo di Mantova tra cui la Vocazione degli apostoli Andrea e Pietro (opera dispersa) e altre opere derivate da disegni di Giovan Battista Bertani, mentre sono attribuiti a lui i dipinti di Santa Lucia e San Giovanni Evangelista (1552).
Ancora da disegni di Giulio Romano derivano le opere: La Madonna col Bambino e I Santi Bonaventura e Francesco della cappella Castiglioni nel Santuario della Beata Vergine delle Grazie a Curtatone (Mantova), risultano infatti molti pagamenti all'artista da parte della tesoreria ducale tra i quali uno di 180 scudi nel 1530: "Firmo de Caravatio pictori" , lavori che seguirà sicuramente fino al 1540, e la Madonna col Bambino e santi della chiesa di Santa Caterina in Mantova. Purtroppo, come per molti altri artisti, le sue opere restano in un anonimato collettivo.

## Opere
- Madonna col Bambino e santi Francesco, Rocco e Sebastiano (210x160) olio su tela, chiesa dei Santi Fermo e Rustico di Caravaggio;
- Madonna con Gesù Bambino, Pinacoteca Accademia Albertina, Torino.[5]
- Deposizione di Cristo nel sepolcro, 1539-40, olio su tela, Museo di Palazzo Ducale, Mantova;[6]
- Ante d'organo della Basilica Palatina di Santa Barbara in Mantova.
- Incoronazione della Vergine coi santi Placido e Mauro nella chiesa di Ognissanti in Mantova;
- Crocifisso (1558) della cappella Nuvoloni nella Basilica di Sant'Andrea in Mantova;[7]
- Adorazione dei pastori, pala dell'altare maggiore dell'Abbazia di San Benedetto in Polirone, al Louvre, con Gerolamo Mazzola Bedoli nel 1522;
- Ritratto maschile (olio su legno), Mantova collezione privata;[8]
- Ritratto di Luigi Gonzaga (Olio su legno), Mantova collezione privata;[8]
- Ritratto di Francesco Gonzaga (Olio su legno), Mantova collezione privata;[8]
- Ritratto di Francesco II Gonzaga  (olio su legno), Mantova collezione privata;[8]
- Vergine col Bambino e santi Francesco e Bonaventura, Santuario della Beata Vergine delle Grazie a Curtatone (Mantova)[8]
- Assunzione con il ritratto di Ferrante I Gonzaga di Santa Maria delle Grazie a Curtatone nel 1556;
- Ritratto di Ferrante Gonzaga (olio su tela), Museo di Palazzo Ducale, Mantova;[9]
- Ritratto del cardinale Ercole Gonzaga (Olio su tela), 1555/1560, presso il Palazzo Ducale a Mantova;[10]
- Ciclo di affreschi Palazzo del Te:
  - Fregio con putti e fogliami  sala dei Cavalli;
  - Sfondi paesistici sala di Psiche;
  -  Grottesche facciata;
  - Decorazioni della loggia;
  - Sfondi paesistici sala dei Giganti;
- Affreschi facciata Palazzina della Paleologa;
- Episodi dell'Iliade palazzo ducale sala di Troia;
- Pitture e stucchi palazzo ducale Mantova appartamento Estivale;
- Vocazione degli apostoli Pietro e Andrea (234x206), duomo di Mantova;
- Santa Lucia (200x146)  duomo di Mantova;
- San Giovanni Evangelista (Olio su tela - 204x154) duomo di Mantova;
- San Giovanni Evangelista (Olio su tela - 145x210) chiesa di San Giuseppe Calasanzio a Correggio (Italia);
- Visitazione con Santa Giustina e Santa Scolastica (olio su tela), Abbazia di San Benedetto in Polirone
- Incontro della Vergine con sant'Elisabetta (o visitazione) alla presenza dei santi Giustina, Zaccaria, Giuseppe e Scolastica, Abbazia di San Benedetto in Polirone;
- Madonna col Bambino e i santi Ambrogio e Bernardo (olio su tela), Abbazia di San Benedetto in Polirone;